# Michelle Andres
Michelle Andres (* 26. Mai 1997 in Baden) ist eine Schweizer Radsportlerin, die Rennen auf Strasse und Bahn bestreitet.

## Sportliche Laufbahn
2014 belegte Michelle Andres bei den Junioren-Europameisterschaften Rang sieben im Einzelzeitfahren, bei der nationalen Meisterschaft wurde sie Zweite.
2017 wurde Michelle Andres gemeinsam mit Aline Seitz Schweizer Meisterin im Zweier-Mannschaftsfahren. 2019 startete sie bei den Europaspielen in Minsk. Sie belegte im Punktefahren auf der Bahn Platz 20, in der Einerverfolgung wurde sie Neunte. Im selben Jahr wurden Andres und Seitz Vize-Meisterinnen im Zweier-Mannschaftsfahren. Dabei fand die Schweizer Meisterschaft im Rahmen der deutschen Bahnmeisterschaften in Berlin statt, und das Schweizer Duo belegte im Gesamtfeld Platz sechs. Beim Lauf des UCI Track Cycling Nations’ Cup 2021 in Sankt Petersburg belegte sie in Zweier-Mannschaftsfahren und in der Mannschaftsverfolgung jeweils Rang drei. Sie startete bei der UCI Track Champions League 2021 und wurde 13. in der Gesamtwertung der Ausdauerdisziplinen. Bei den Bahn-Europameisterschaften 2022 in München wurde sie Fünfte im Ausscheidungsfahren.

## Erfolge

### Bahn
2017
- Schweizer Meisterin – Zweier-Mannschaftsfahren (mit Aline Seitz)

2024
- Schweizer Meisterin – Ausscheidungsfahren, Punktefahren, Omnium

2025
- Schweizer Meisterin – Ausscheidungsfahren, Punktefahren, Omnium